# Trichomanes vittaria
Trichomanes vittaria là một loài thực vật có mạch trong họ Hymenophyllaceae. Loài này được DC. ex Poir. miêu tả khoa học đầu tiên năm 1808.

## Hình ảnh

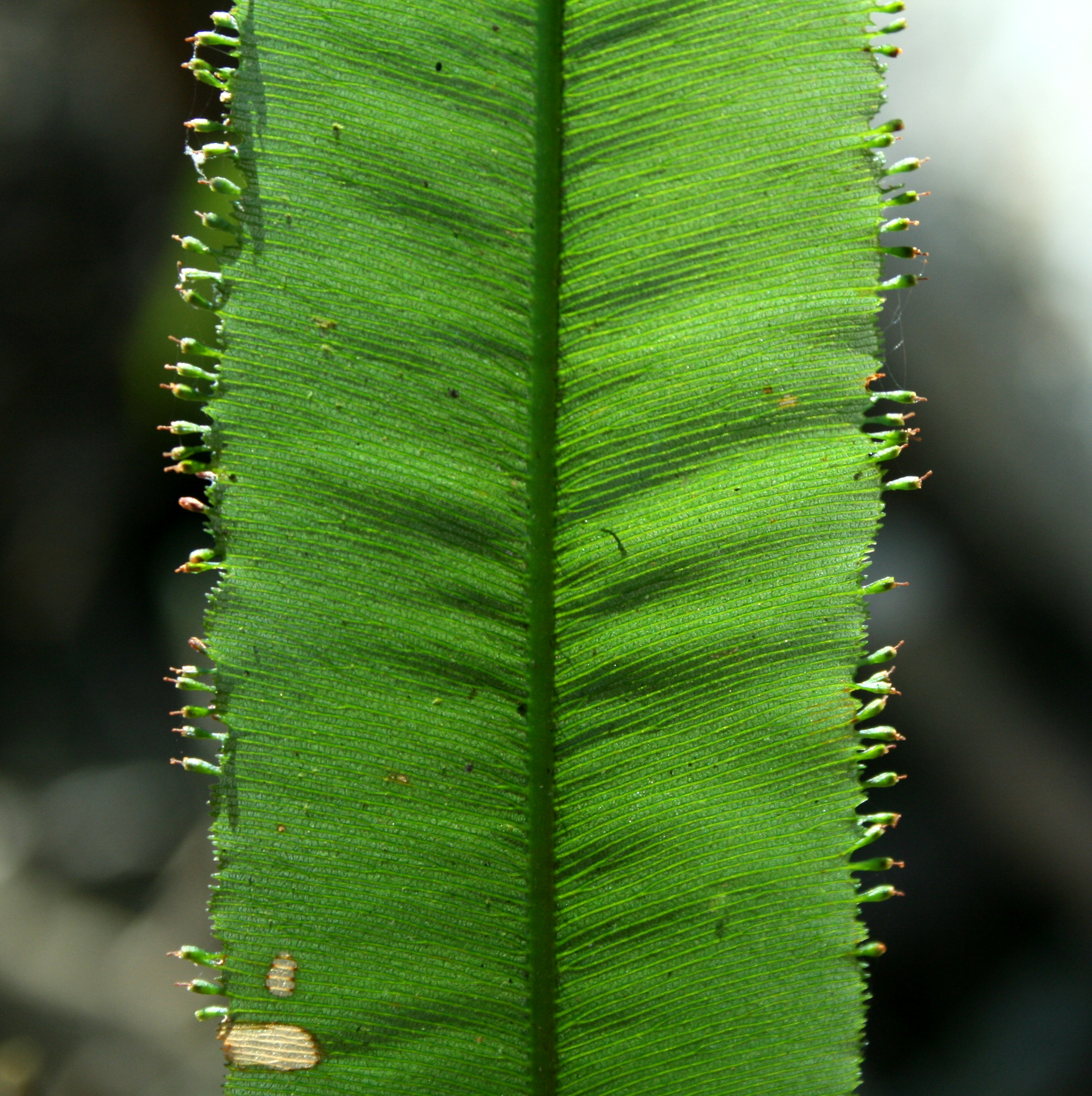